# Gérald Hardy-Dessources
Gérald Hardy-Dessources (ur. 9 lutego 1983 roku w Fort-de-France) – urodzony na Martynice siatkarz reprezentacji Francji, grający na pozycji środkowego bloku.

## Osiągnięcia

### Klubowe
- 2004 – mistrzostwo Francji
- 2005 – 1. miejsce w Lidze Mistrzów; Puchar Francji; Superpuchar Francji
- 2006 – wicemistrzostwo Francji i Puchar Francji
- 2007 – 2. miejsce w Lidze Mistrzów
- 2010 – wicemistrzostwo Francji[1]

### Reprezentacyjne
- 2006 – 6. miejsce na mistrzostwach świata w Japonii
- 2006 – 2. miejsce w Lidze Światowej
- 2007 – 9. miejsce na mistrzostwach Europy w Rosji